# Richard Lawson
Richard Lee Lawson (* 7. März 1947 in Loma Linda, Kalifornien) ist ein US-amerikanischer Schauspieler. Bekanntheit erlangte er vor allem durch seine Rolle des Ryan im 1982 erschienenen Horrorfilm Poltergeist sowie als Darsteller in einer Vielzahl von Fernsehserien.

## Leben
Richard Lawson diente als Soldat im Vietnamkrieg, ehe er nach seiner Wehrzeit eine Laufbahn als Schauspieler einschlug. Seine erste (jedoch im Abspann ungenannte) Rolle hatte Lawson 1971 in Dirty Harry. Seinen ersten größeren Filmauftritt erhielt er zwei Jahre später als Willis Daniels im Blaxploitation-Horrorfilm Der Schrei des Todes, der Fortsetzung von Blacula.
In den folgenden Jahren war Lawson in mehreren bekannten Film- und Fernsehproduktionen zu sehen, darunter 1979 als Hector Mantilla in der Komödie Was, du willst nicht? sowie 1984 in einer kleinen Rolle als Officer Ed Price im Actionfilm Straßen in Flammen. Seine größte Bekanntheit erreichte er jedoch 1982 durch die Rolle des Parawissenschaftlers Ryan in Tobe Hoopers Horrorfilm Poltergeist.
In den folgenden Jahren war Lawson weiter in mehreren Spielfilmen zu sehen, fokussierte sein Schaffen jedoch überwiegend auf Fernsehserien. So spielte er 1983 die Rolle des Dr. Ben Taylor in der zweiteiligen Science-Fiction-Miniserie V. Im Jahr zuvor war Lawson als Detective O.Z. Tate in allen 13 Folgen der kurzlebigen Fernsehserie Chicago Story zu sehen. Von 1986 bis 1987 verkörperte er die Rolle des Nick Kimball in insgesamt 11 Folgen von Der Denver-Clan. 1999 trat Lawson als Victor Sims in fünf Episoden der Sitcom Sister, Sister auf. Er ist bis heute als Schauspieler aktiv.
Richard Lawson war zweimal verheiratet. Eine 1978 geschlossene Ehe mit der Schauspielerin Denise Gordy wurde 1989 geschiedenen. Die 1979 geborene Tochter Bianca Lawson ist ebenfalls als Schauspielerin aktiv. Seit 2015 ist er mit Tina Knowles, der Mutter von Beyoncé und Solange Knowles, verheiratet.
Im März 1992 gehörte Lawson zu den 24 Überlebenden von USAir Flug 405, bei dessen Absturz 27 Menschen ums Leben kamen. Das Flugzeug war kurz nach dem Start vom LaGuardia Airport abgestürzt.

## Filmografie (Auswahl)

### Filme
- 1971: Dirty Harry
- 1973: Der Schrei des Todes (Scream Blacula Scream)
- 1974: Die schwarzen Zombies von Sugar Hill (Sugar Hill)
- 1977: Audrey Rose – das Mädchen aus dem Jenseits (Audrey Rose)
- 1978: Coming Home – Sie kehren heim (Coming Home)
- 1979: Was, du willst nicht? (The Main Event)
- 1982: Poltergeist
- 1984: Straßen in Flammen (Streets of Fire)
- 1985: Sie nannten ihn Stick (Stick)
- 1997: Wag the Dog – Wenn der Schwanz mit dem Hund wedelt (Wag the Dog)
- 2005: Guess Who – Meine Tochter kriegst du nicht! (Guess Who)

### Fernsehserien
soweit nicht anders erwähnt jeweils eine Folge.
- 1973: Shaft
- 1973: Kojak – Einsatz in Manhattan (Kojak)
- 1975: Die Straßen von San Francisco (The Streets of San Francisco)
- 1977: All in the Family
- 1982: T.J. Hooker
- 1982: Chicago Story (13 Folgen)
- 1983: V: Die außerirdischen Besucher kommen (V; Miniserie, zwei Folgen)
- 1983: Hardcastle & McCormick
- 1984: Magnum (Magnum, P.I.)
- 1985: Chefarzt Dr. Westphall (St. Elsewhere)
- 1985: Remington Steele
- 1986–1987: Der Denver-Clan (Dynasty, 11 Folgen)
- 1988: CBS Summer Playhouse
- 1988: Kampf gegen die Mafia (Wiseguy)
- 1989–1991: MacGyver (3 Folgen)
- 1991: Ein gesegnetes Team (Father Dowling Mysteries)
- 1991: Die Bill Cosby Show (The Cosby Show)
- 1992–1993: All My Children (12 Folgen)
- 1995: Picket Fences – Tatort Gartenzaun (Picket Fences)
- 1997: Moesha
- 1999: Sister, Sister (5 Folgen)
- 1999: Für alle Fälle Amy (Judging Amy)
- 2000: Family Law
- 2001: JAG – Im Auftrag der Ehre (JAG)
- 2001: Ein Hauch von Himmel (Touched by an Angel)
- 2001: Strong Medicine: Zwei Ärztinnen wie Feuer und Eis (Strong Medicine)
- 2002: The District – Einsatz in Washington (The District; 2 Folgen)
- 2004: Dead Like Me – So gut wie tot (Dead Like Me)
- 2005: E-Ring – Military Minds (E-Ring)
- 2008: Numbers – Die Logik des Verbrechens (Numb3rs)
- 2011: Angry Boys (7 Folgen)
- 2017: Grey’s Anatomy
- 2017: Stitchers (2 Folgen)